# Кошич, Йозеф
Йозеф Кошич (словац.  Jozef Kočiš, 15 июля 1928 года, Пархованы, Требишов, Чехословацкая Республика — 2 января 2021 года, Кошице) — словацкий спортсмен-легкоатлет и учёный-ветеринар.

## Биография
Учился в школе-интернате Ферка Урбанка в Кошице. Увлекался футболом, но, приняв участие в соревнованиях по легкой атлетике, показал высокие результаты в беге на короткие дистанции.
Заниматься лёгкой атлетикой начал в возрасте 24 лет, во время учёбы в Университете ветеринарной медицины в Кошице, и после года тренировок победил на чемпионате Словакии в 1953 году, пробежав 100 м за 11,3 с.
В период с 1956 по 1960 год он пять раз выиграл чемпионат Словакии в беге на 400 метров с результатами 49,9 с. 49,8 с. 49,6 с. 49,2 с. 49,8 с, завоевал один титул в беге на 400 м с препятствиями (1959 г. — 55,9 с.), и в эстафетах 4×100 (1959, 1960) и 4×400 м (1956, 1957, 1958, 1959, 1960).
Был членом чехословацкой команды в эстафете (С. Юнгвирт, Кочиш, Трусил, Йирасек), завоевавшей серебро на Всемирных юношеских и студенческих спортивных играх в Москве в 1957.
Установил четыре национальных рекорда: 200 м — 22,4 с (1954), 400 м — 49,5 с (1956), 48,8 с (1957), 48,2 с (1960) и повторил рекорд на 100 м (10,8 с (1955)). Он закончил свою карьеру со следующими личными достижениями: 100 м. — 10,8 с. (1955), 200 м — 21,8 с. (1960), 400 м — 48,2 с. (1960), 400 м препятствиями — 55,9 с. (1959).
По окончании спортивной карьеры перешёл на тренерскую работу, тренировал Монику Кропачову, ставшую 8-кратной чемпионкой Словакии на дистанции 100 м. В 1961 году Кошич и Кропачёва поженились.
Позже преподавал в Университете ветеринарной медицины и фармакологии в Кошицах. Защитил кандидатскую диссертацию. С 1968 года заведовал отделом рыб и пчел в отделе паразитологии, болезней рыб, пчел и дикой природы, и одновременно с 1968 по 1970 год — директором государственного рыбного хозяйства в Михаловцах. В 1978—1993 годах возглавлял Специализированное учреждение по разведению и болезням дичи, рыб и пчёл при Университете ветеринарной медицины и фармации в Рожановцах. Соавтор вузовского учебника «Биологические основы охоты» (1991), двух пособий и 83 научных работ в отечественных и зарубежных профессиональных журналах. В 1989 году ему было присвоено звание профессора. Имел награды.